# Adolf Fredriksson
Adolf Fredriksson, född ca 1734, död 1771, var en svensk stabskapten. 
Han var utomäktenskaplig son till kung Adolf Fredrik och den franska teaterdirektören Marie Jeanne Dulondel. Hans föräldrar ska ha haft en förbindelse när hans far var 23 år gammal, innan han blivit Sveriges kung och före hans äktenskap med Lovisa Ulrika. Adolf Fredrik, som blev svensk tronföljare 1743 och kung 1751, tog ekonomiskt ansvar för sin son och gav honom stöd för en karriär inom den svenska armén. Adolf Fredriksson gick in i den svenska armén år 1750. Han blev så småningom stabskapten och trolovades år 1770 med Maria Charlotta Pahl. Han avled barnlös vid 37 års ålder år 1771. 
Adolf Fredriksson ska inte förväxlas med sin halvbror Frederici, som var son till Adolf Fredrik och Marguerite Dulondel och som avled i tioårsåldern.